# Pla de Puigferrers
El Pla de Puigferrers és un pla ocupat per camps de cultiu del poble de Pinós, al municipi del mateix nom, al Solsonès. Situat a una altitud d'uns 625 metres, es troba al nord de la masia de Puigferrers.